# Dittmar Graf
Dittmar Graf (* 1955) ist ein deutscher Biologe. Er ist Professor für Biologiedidaktik an der Universität Gießen und bekannt für seine Arbeiten auf dem Gebiet des Lehrens und Lernens der Biologie an Schulen und Hochschulen, insbesondere der Vermittlung der Evolutionstheorie.

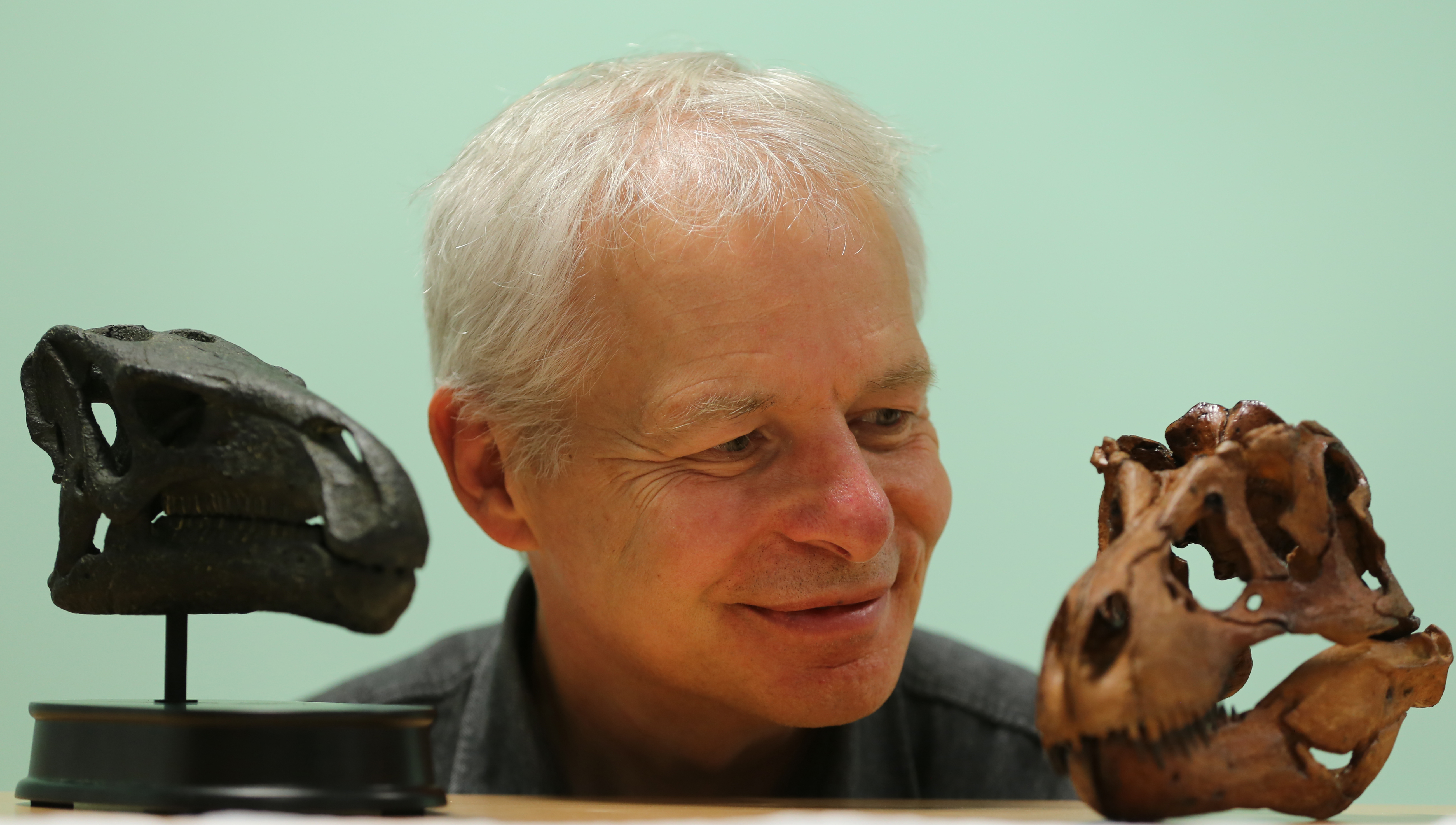
Dittmar Graf

## Biographie
Graf studierte Biologie und Geografie an der Universität Gießen von 1976 bis 1983. Anschließend war er dort wissenschaftlicher Mitarbeiter am Institut für Biologiedidaktik, kurzzeitig auch an der TU Braunschweig. 1989 wurde er promoviert. Von 1989 bis 1994 war Graf stellvertretender Landesvorsitzender des Verbands Deutscher Biologen (VBIO, Hessen) und bis 2001 Landesvorsitzender. Von 1992 bis 2001 war er Studienrat im Hochschuldienst am Institut für Biologiedidaktik der Universität Gießen. 2001 folgte Graf einem Ruf an die Technische Universität Dortmund, wo er den Lehrstuhl für Biologie und ihre Didaktik besetzte. Von 2007 bis 2009 war er Vorstandsmitglied der Fachsektion Didaktik der Biologie im VBIO Biodidaktik. Seit 2012 hält er den Lehrstuhl für Biologiedidaktik an der Universität Gießen.

## Wissenschaftlicher Beitrag
Graf hat die Verwendung biologischer Begriffe in biologiedidaktischem Material analysiert. Dabei stellte er fest, dass Schülerinnen und Schüler der Sekundarstufe I in Lehrbüchern mit einer derart hohen Zahl an biologischen Fachbegriffen konfrontiert werden, dass ein Verständnis der Texte nicht sichergestellt werden kann. Hinzu kommt, dass viele biologische Fachbegriffe in verschiedenen Werken uneinheitlich verwendet werden.
Graf hat sich mit vielfältigen Fragestellungen der Evolutionsdidaktik auseinandergesetzt. Unter anderem ermittelte er, dass in Deutschland unter Lehramtsstudierenden der Biologie etwa 7 % an der Evolution zweifeln, unter allen Lehramtsstudierenden waren es 16 %. In der Türkei zeigten sich etwa 90 % der befragten zukünftigen Lehrkräfte nicht von der Evolution überzeugt. In Deutschland waren nur 45 % der Lehramtsstudierenden muslimischen Glaubens davon überzeugt, dass die Evolutionstheorie eine gültige wissenschaftliche Theorie sei. Es zeigte sich, dass bei deutschen Lehramtsstudierenden der Zusammenhang zwischen einem Verständnis davon, wie Wissenschaft arbeitet, und der Akzeptanz der Evolution besonders hoch ist. Auch beim Verständnis der Evolutionstheorie zeigten sich Defizite. Selbst Studierende, die einen Biologie-Leistungskurs besucht hatten, gaben zu etwa 50 % falsche finalistische Erklärungen für den evolutionären Wandel.
Graf setzt sich für einen möglichst frühen Beginn des Evolutionsunterrichts in Schulen ein. Er ist an der Initiative "Evokids" beteiligt, deren Ziel darin besteht, das Thema "Evolution" in der Grundschule zu etablieren.

## Publikationen
Artikel
- ResearchGate: Publikationsliste Dittmar Graf

Bücher
- Begriffslernen im Biologieunterricht der Sekundarstufe. (= Europäische Hochschulschriften, Reihe XI: Pädagogik. Band 400). P. Lang, Frankfurt am Main / New York 1989.
- mit Guido Block-Künzler: Wissenschaft von unten - Zwischenbilanz und Perspektiven der Wissenschaftsladenbewegung. VAS, Frankfurt am Main 1993.
- mit Karl-Heinz Berck: Biologiedidaktik von A bis Z – Wörterbuch mit 1000 Begriffen. Quelle & Meyer, Wiebelsheim 2003.
- mit Karl-Heinz Berck: Biologiedidaktik : Grundlagen und Methoden. Quelle & Meyer, Wiebelsheim 2010.
- Evolutionstheorie - Akzeptanz und Vermittlung im europäischen Vergleich. Springer-Verlag, Berlin / Heidelberg, 2011.
- mit Daniel Dreesmann und Klaudia Witte (Hrsg.): Evolutionsbiologie - Moderne Themen für den Unterricht. Spektrum, Heidelberg 2011.
- als Hrsg.: Experimente für den Biologieunterricht: Erkenntnisgewinnung und kompetenzorientierte Vermittlung biologischer Inhalte. Oldenbourg, München 2013.
- mit Christoph Lammers (Hrsg.): Anders heilen? Wo die Alternativmedizin irrt. Alibri, Aschaffenburg 2015

## Mitgliedschaften
- Seit 1991 Mitherausgeber und Fachredakteur für Biologie der Zeitschrift "Der mathematische und naturwissenschaftliche Unterricht"[11]
- Seit 2008 Mitglied im Wissenschaftsrat der Gesellschaft zur wissenschaftlichen Untersuchung von Parawissenschaften
- Seit 2014 Mitglied im Herausgebergremium der Zeitschrift Biologie Lehren und Lernen – Zeitschrift für Didaktik der Biologie[12]